# 马塞拉·阿尔塔斯-里德
馬塞拉·阿爾塔斯-里德（西班牙語：Marcella Althaus-Reid；1952年5月11日—2009年2月20日）是一位阿根廷出生的解放神學家、牧師和學者，她的重要貢獻包括將性別和性別政治納入神學研究領域，並將解放神學的視野擴展到包括社會階級、種族和性別等多元議題。她曾經在愛丁堡大學新學院擔任處境神學教授，並在2009年因病去世。

馬塞拉在布宜諾斯艾利斯大學獲得她的神學學士學位，其後在聖安德魯斯大學完成了博士學位。馬塞拉上任成為教授的時候，是當時蘇格蘭大學唯一的神學女教授，也是愛丁堡大學新學院 160 年歷史上第一位女神學教授。她的研究範圍包括解放神學、婦女神學和同志神學。

## 主張神學思想
1. 解放神學
馬塞拉主張解放神學應該關注社會正義和解放，並將弱勢群體放在中心位置，關注那些被壓迫和被邊緣化的人。她認為解放神學不僅僅是一種理論，更是一種實踐，它要求神學家積極參與到社會運動中去，為社會公義和解放而奮鬥。然而，她也批評解放神學需要更加關注性別和性取向的議題，才能更好地為弱勢社群發聲。

2. 同志神學
馬塞拉是一位支持同性戀權利的神學家，她參與了同志解放運動，關注同性戀和跨性別者的權利和尊嚴。她的同志神學思想將基督教與性別、性向和性別多樣性相結合，呼籲人們重新思考同性戀和跨性別者在基督教中的地位和角色。

## 著作
- Marcella Althaus-Reid. . New York: Routledge. 2002. ISBN 978-1-134-56255-8.
- Marcella Althaus-Reid. . New York: Routledge. 2004. ISBN 1-134-35010-4.
- Marcella Althaus-Reid. . London: SCM Press. 2004. ISBN 978-0-334-04299-0.
- Marcella Althaus-Reid; Lisa Isherwood (编). . London: T&T Clark. 2004. ISBN 978-0-567-08212-1.
- Marcella Althaus-Reid. . Ivan Petrella  (编). . Maryknoll, NY: Orbis Books. 2005: 20–38. ISBN 978-1-57075-595-8.

這些著作對於解放神學、後現代神學、女性神學和同志神學等領域都有著深遠的影響，是近年來神學、LGBTQ＋和社會運動界的重要文獻之一。